# Eemnes
Eemnes (nizozemská výslovnost: [eːmˈnɛs]) je obec a vesnice v Nizozemsku v provincii Utrecht.

## Město Eemnes
Eemnes dříve sestávalo ze dvou vesnic, Eemnes-Binnen („Vnitřní Eemnes“) a Eemnes-Buiten („Vnější Eemnes“). Tato jména odkazovala na umístění vesnic s ohledem na hráz řeky Eem.
Eemnes-Buiten získalo městská práva v roce 1345; Eemnes-Binnen získalo městská práva v roce 1439.

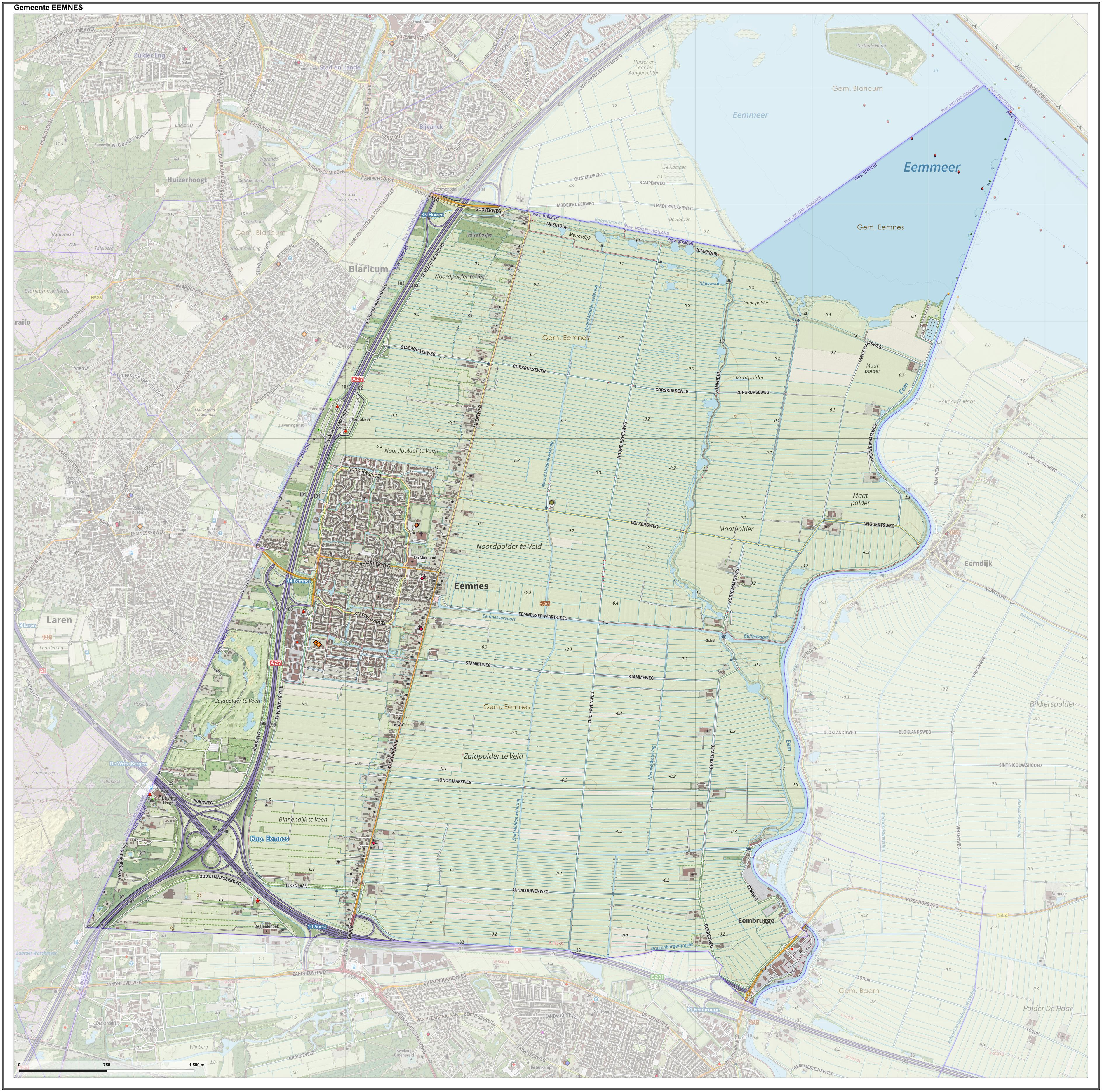
Nizozemská topografická mapa obce Eemnes, červen 2015

## Bazény
Až do roku 1932, kdy Afsluitdijk neprodyšně uzavřel Zuiderzee od Severního moře, se slabé hráze v této části země občas během bouří protrhly. To vedlo ke vzniku bazénů, které se v nizozemštině nazývají „waaien“ nebo „wielen“. Protože mohly mít desítky metrů v průměru a mohly být několik metrů hluboké, majitelé pozemků se často nenamáhali je zasypat. Protože symbolizují boj člověka proti moři a jsou poměrně vzácné, provinční úřady je v červnu 2005 označily za „geologické památky“.

## Významní lidé
- Johannes Gijsbertus de Casparis (1916, Eemnes – 2002), nizozemský orientalista a indolog
- Roland van Benthem (* 1968, Emmeloord), nizozemský politik a současný starosta města Eemnes od roku 2005

## Významné události
- 14. prosince 1917: Havárie vzducholodě C.26 pobřežní třídy

## Galerie

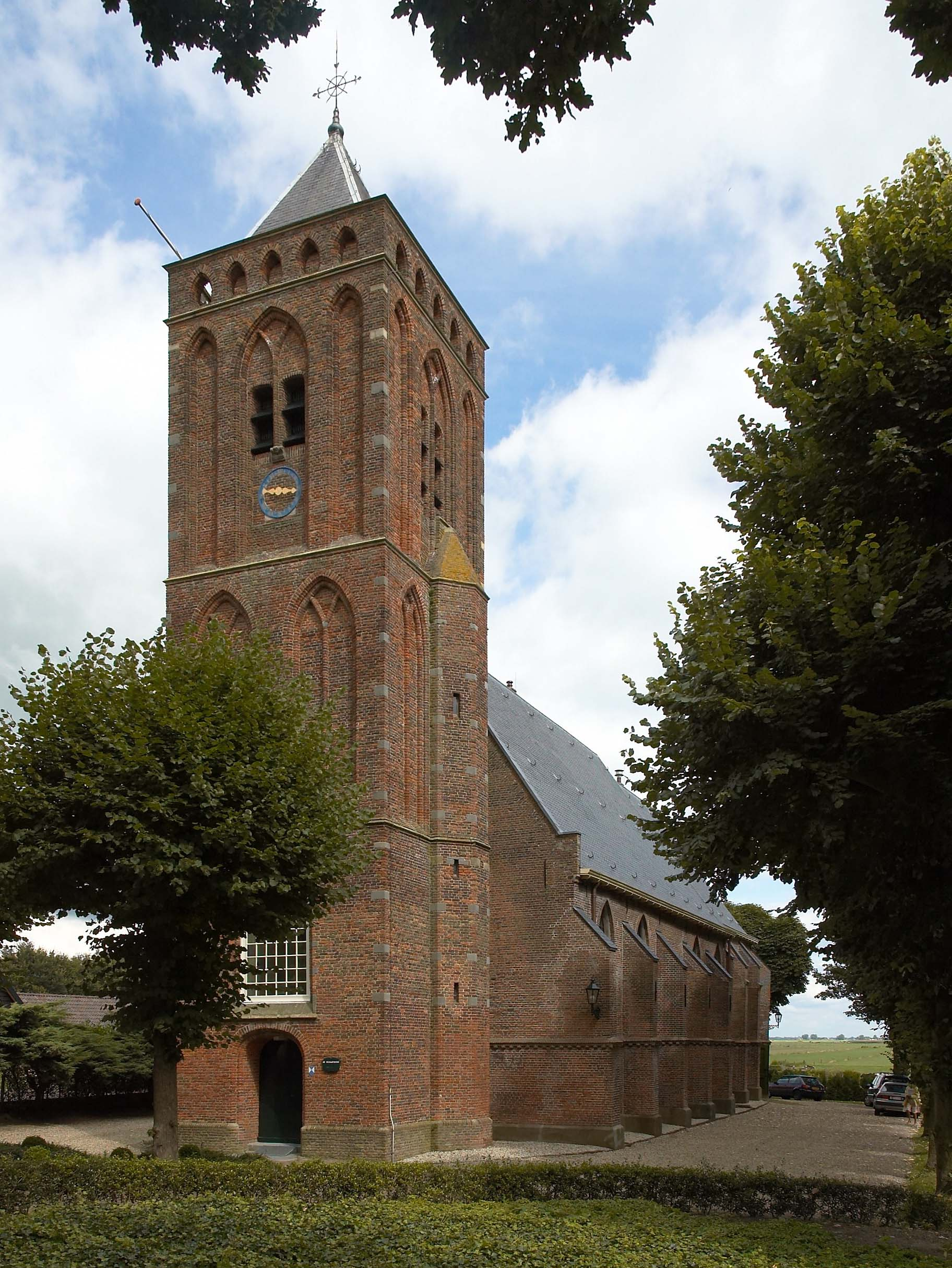
Kostel v Eemnes-Binnen
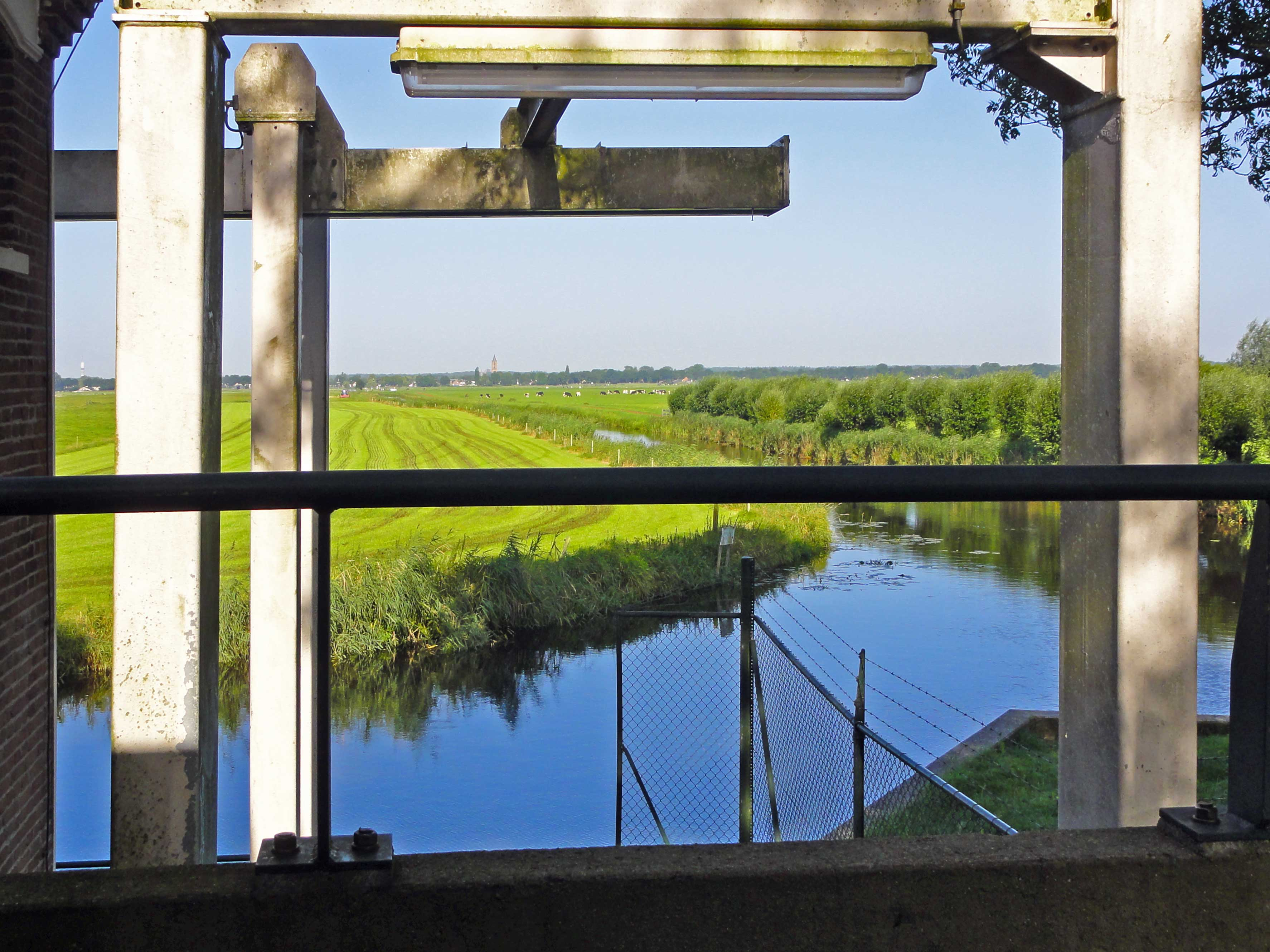
Plavba Eemnesserem z Eemnessersluis
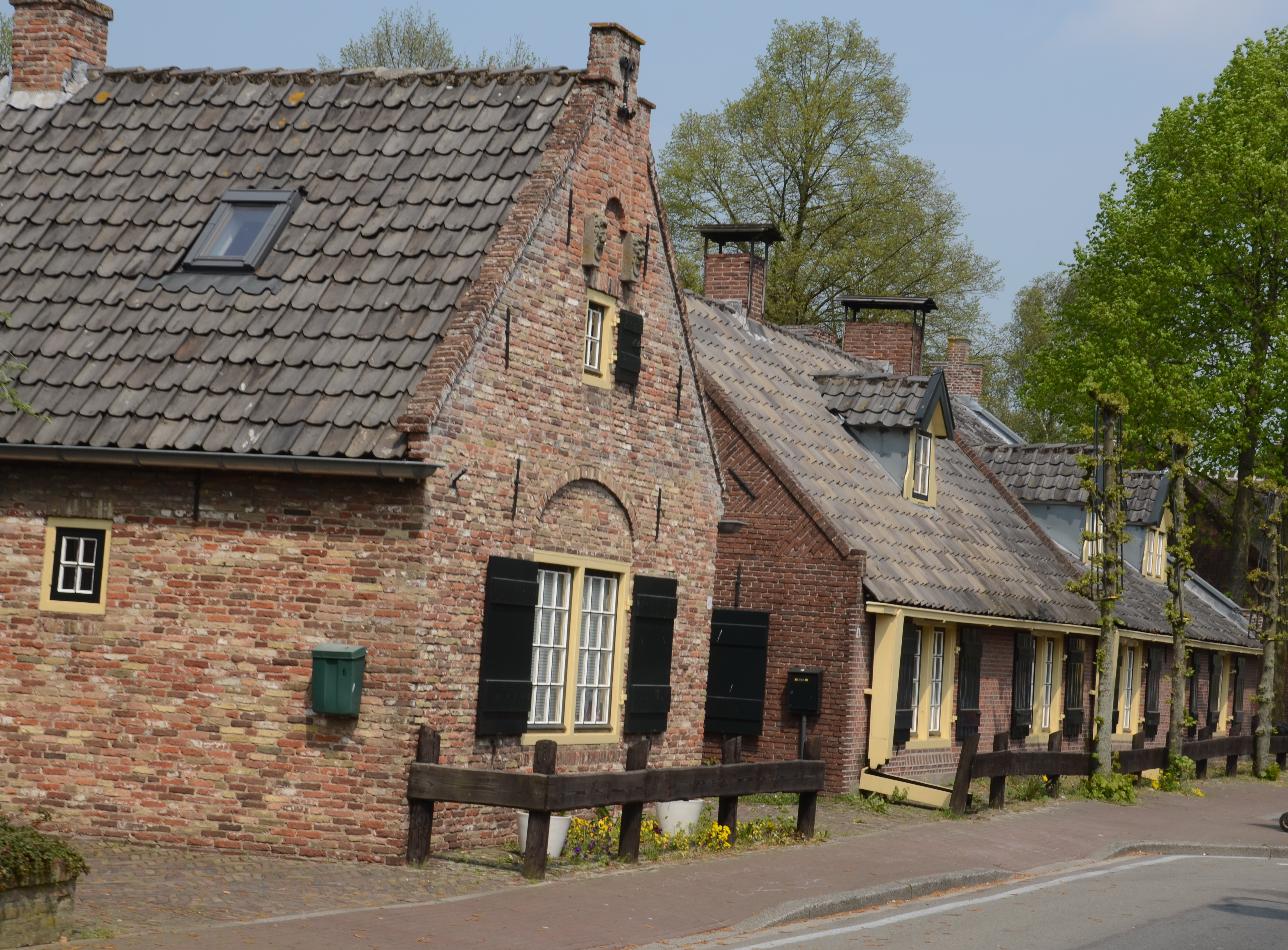
Charakteristické staré nizozemské domy v centru Eemnesu
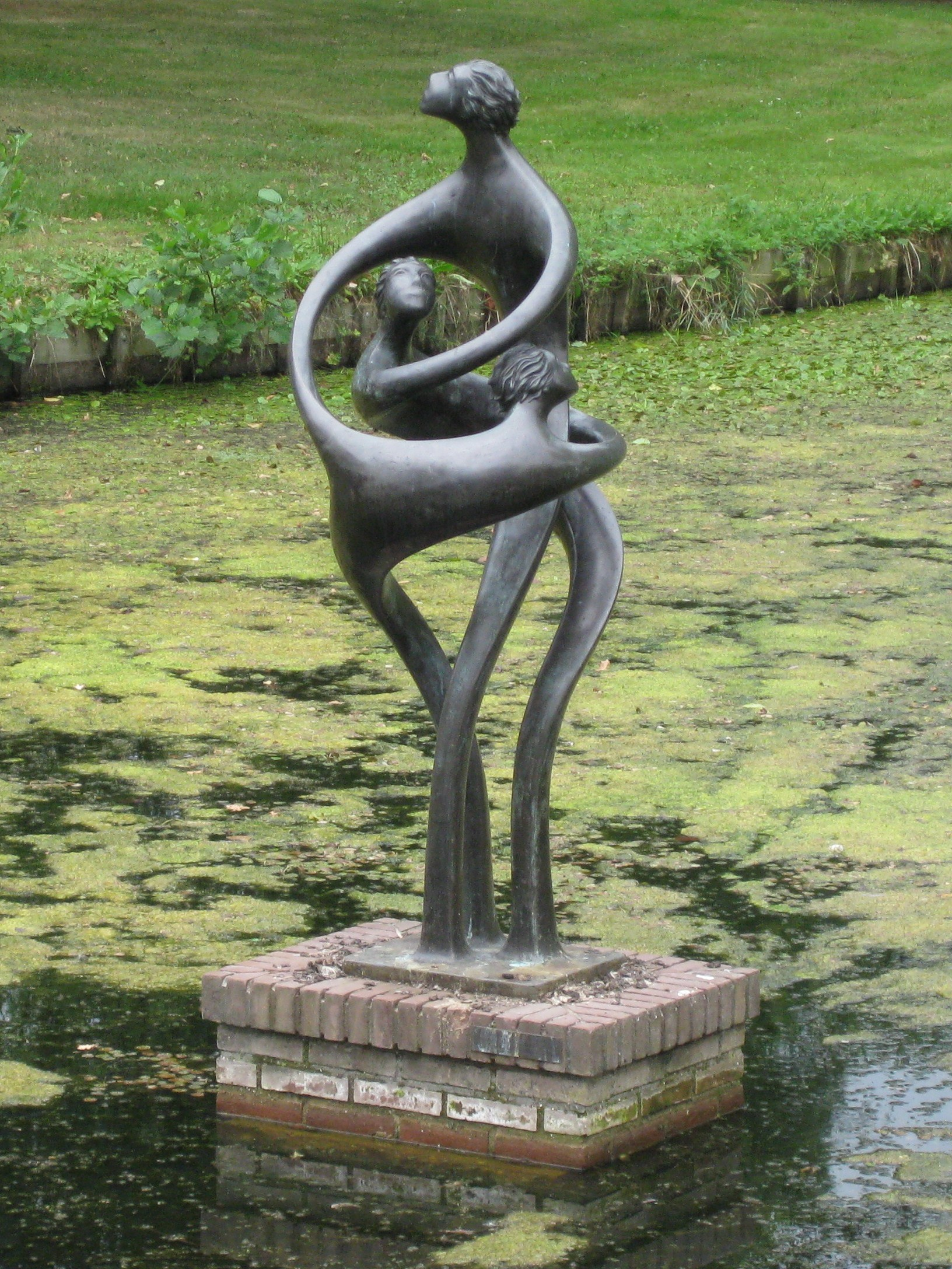
Samenwerking (česky: spolupráce)
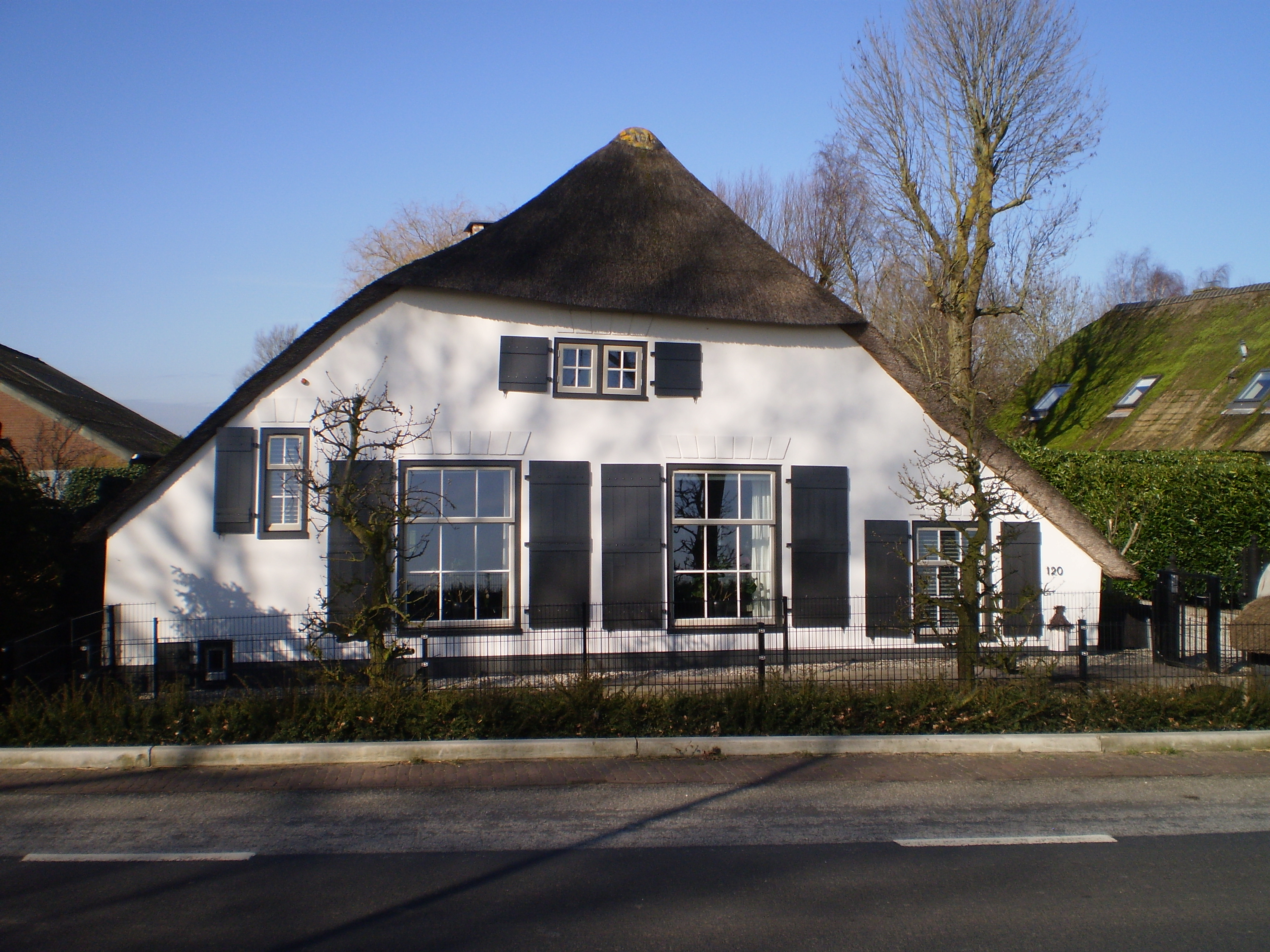
Wakkerendijk